# Cirurgia ortognática
Cirurgia ortognática é o nome genérico de um procedimento cirúrgico que visa reestabelecer um padrão facial normal em pacientes adultos que apresentam alterações no  desenvolvimento ósseo facial. O tratamento com a cirurgia ortognática é um procedimento que engloba, sempre, a associação de um tratamento ortodôntico com um cirúrgico para propiciar melhorias estéticas e funcionais na face dos pacientes que a procuram.
Quando o crescimento dos ossos da face se dá fora dos padrões ideais anatômicos, pode ser corrigido pelo ortodontista (até aproximadamente os dezesseis anos de idade). Em adultos, que consequentemente não apresentam mais crescimento ósseo facial confirmado pela idade óssea, usa-se a alternativa de reposicionar os ossos da face cirurgicamente. A cirurgia ortognática está indicada para pacientes com desarmonias esqueléticas e dentárias, cuja solução não pode ser propiciada apenas pelo tratamento ortodôntico – pois há um excesso ou falta de crescimento das bases ósseas da face. A cirurgia é indicada para pacientes com retrognatismo ou prognatismo mandibular, que consistem, respectivamente, na retrusão ou protrusão da mandíbula. Outros pacientes podem apresentar também problemas de crescimento na maxila ou até associados na maxila e mandíbula.
Para a decisão entre tratamento ortodôntico corretivo ou cirurgia ortognática (que necessita de preparo ortodôntico prévio e posterior), avalia-se o crescimento ósseo facial através de diversas análises cefalométricas (medidas da face e crânio). Dependendo dos valores obtidos pode-se optar por um ou outro tipo de tratamento, cada um com suas vantagens e desvantagens. A primeira cirurgia registrada e publicada foi realizada pelo cirurgião-dentista americano Simon Hullihen, em 1849.. O planejamento virtual cirúrgico mudou a cara da cirurgia ortognática, possibilitando uma maior precisão, além de simular o resultado final tanto da oclusão quanto da estética facial com grande precisão.
Toda pessoa que possui uma desarmonia esquelética facial apresenta um mau relacionamento dos dentes, pois, nesses casos, os dentes adquirem uma posição que camufla, parcialmente, o problema ósseo. Por exemplo, uma pessoa que tenha a mandíbula 1 cm maior que o normal, normalmente tem os dentes inferiores inclinados em direção à língua a ponto de a distância entre os dentes superiores e inferiores ficarem bem menores do que seriam - caso os dentes estivessem bem posicionados. Esse posicionamento errado dos dentes acaba mascarando o problema esquelético e seus impactos na mastigação e na estética da face.
O tratamento convencional desse tipo de situação implica um tratamento ortodôntico prévio a uma cirurgia ortognática. A duração do tratamento ortodôntico prévio à cirurgia é de cerca de 1 ano e meio, e durante esse período os dentes têm sua posição corrigida para viabilizar a realização da cirurgia ortognática. Após o procedimento cirúrgico, o tratamento ortodôntico continua por um período que varia de caso para caso.
Uma das maiores restrições do procedimento é que o tratamento ortodôntico prévio à cirurgia agrava as características estéticas dos pacientes, muitas vezes de forma intensa. Essa abordagem é utilizada em todo o mundo e limita o acesso de muitas pessoas ao tratamento, pois parte dos pacientes simplesmente não quer ou não pode piorar o problema que já os incomoda intensamente. Além disso, muitos que se submetem ao tratamento vêem sua qualidade de vida diminuir consideravelmente pela piora na aparência facial.
O tratamento convencional piora a estética facial porque a ortodontia, antes da cirurgia, desfaz a camuflagem dentária que existia ao movimentar os dentes de forma a ficarem na posição correta. O que acontece é que essa posição correta está em conformidade com os ossos faciais que estão mal posicionados, e isso torna a desarmonia esquelética mais evidente.
Em uma nova técnica, desenvolvida em 2005, a cirurgia é feita pouco depois de instalado o aparelho na boca e os grandes benefícios do tratamento são antecipados para o seu início. Essa característica dá nome à técnica: cirurgia de benefício antecipado. Outra vantagem para o paciente é que o tempo total de tratamento cai cerca de 40 a 50% do tempo total estimado para o tratamento convencional, resultando em custos menores e menor incômodo.
Essa nova abordagem tornou-se possível devido à incorporação de novas tecnologias disponíveis para o tratamento ortodôntico. A cirurgia continua a ser feita por um cirurgião bucomaxilofacial e existem poucas diferenças em relação à operação tradicional. Ao início do tratamento, o aparelho ortodôntico é instalado e a cirurgia é realizada – sem a ortodontia prévia que piora a estética do paciente. O objetivo da cirurgia é corrigir as bases ósseas, melhorar a estética facial e instalar implantes temporários – miniplacas – para permitir que o ortodontista corrija as posições dentárias no pós-cirúrgico. Após a cirurgia, o paciente continua o tratamento ortodôntico para correção da má oclusão. Apesar de mais comum em pacientes jovens, pode também ser realizada em pacientes de mais idade, inclusive desdentados.